# Геттерирование
Геттерирование — процесс связывания в нейтральные ассоциации подвижных, нежелательных примесей и дефектов на границах раздела, образованных внешней поверхностью кристаллов или поверхностью границ преципитатов.
Процесс геттерирования происходит за счёт следующих физических эффектов:
- высвобождение примесей или распад протяжённых дефектов на более мелкие составные части;
- диффузия примесей или составных частей дислокаций;
- поглощение примесей или собственных межузельных атомов некоторым стоком;

Существует 3 основных механизма геттерирования примесей:
1. Образование пар ионов. При легировании образца фосфором, некоторые примеси, такие, например, как медь, распределяются так, что профиль распределения принимает форму, близкую профилю примесного фосфора. В результате образуются нейтральные пары вида Cu+P-.
2. Геттерирование с использованием нарушенных слоёв.
3. Внутреннее геттерирование. Чаще всего проявляется при ионном легировании. Воздействие преципитатов оксида кремния на дислокации приводит к тому, что последние начинают притягивать к себе примеси тяжёлых металлов, освобождая, таким образом, поверхность от примесей.